# Noel Fielding
Noel Fielding ( /ˈnəʊl/; nacido el 21 de mayo de 1973) es un comediante y actor inglés. Es mejor conocido por su trabajo con el grupo de comedia The Mighty Boosh junto a Julian Barratt en la década de 2000 y, más recientemente, como copresentador de The Great British Bake Off desde 2017. Es conocido por su estilo de comedia negra y surrealista.
En la década de 1990, Fielding comenzó a realizar stand-up y conoció a Barratt en el circuito de la comedia. Juntos, produjeron una serie de radio en 2001 llamada The Boosh para BBC Radio London. A esto le siguió el programa de televisión The Mighty Boosh, que se emitió durante tres series en BBC Three de 2004 a 2007. El programa generó un culto de seguidores y ganó una variedad de premios.
Durante la década de 2000, Fielding también tuvo papeles más pequeños en varios programas de comedia para Channel 4, incluidos Nathan Barley, The IT Crowd, AD/BC: A Rock Opera y Garth Marenghi's Darkplace. Después de The Mighty Boosh, escribió y protagonizó dos series de un programa individual para Channel 4 llamado Noel Fielding's Luxury Comedy, que se transmitió entre 2012 y 2014. También apareció como él mismo como capitán del equipo en el panel de comedia de BBC Two Never Mind the Buzzcocks de 2009 a 2015 y como invitado en la serie Travel Man de Richard Ayoade.
Fielding también expuso sus pinturas en Londres y colaboró con Fendi para su colección de ropa masculina otoño/invierno 2021. Es el fundador de la banda Loose Tapestries, que formó con el guitarrista de Kasabian Sergio Pizzorno.

## Primeros años
Fielding nació en el área de Westminster de Londres el 21 de mayo de 1973, hijo del gerente de Royal Mail, Ray Fielding (nacido en 1953) e Yvonne Fagan (1953 – 1990), y creció en Pollards Hill, cerca de Croydon. Es de ascendencia francesa a través de su abuela. Sus padres se separaron algún tiempo después de que él naciera. Su compañero de comedia Julian Barratt describió la educación de Fielding como "salvaje"; Según un artículo de The Sunday Times, los padres de Fielding "celebraban muchas fiestas" durante su infancia, y Fielding describió cómo se divertían toda la noche y que él tenía que pasar por encima de los cuerpos de sus amigos dormidos para las mañanas al levantarse.
Cuando Fielding tenía tres años, su padre se volvió a casar y Fielding fue criado principalmente por su abuela. Describe a su abuela como alguien a quien respetaba mucho y le dijo a The Guardian en 2011: “Mi abuela es muy fuerte. Me gustan las mujeres fuertes. Eso es a lo que respondo." Su padre y su madrastra Diane se involucrarían más tarde en la crianza de los hijos durante la enfermedad de la madre de Fielding en la década de 1980. Su madre tuvo dos hijos más antes de morir en 1990 a la edad de 37 años, por complicaciones provocadas por un daño hepático. Su medio hermano paterno más joven, Michael, interpretó más tarde varios personajes en los programas de comedia televisiva de Fielding, y también aparecerían su padre y su madrastra. Ray Fielding tuvo varios cameos como Chris de Burgh en The Mighty Boosh.
Fielding se educó en Croydon School of Art, luego estudió una licenciatura en Diseño Gráfico y Publicidad en Buckinghamshire New University, luego llamado Buckinghamshire Chilterns University College en High Wycombe, donde vivió con amigos y futuros colaboradores Dave Brown y Nigel Coan. Se graduó en 1995.

## Carrera

### Comedia en vivo
En 2010, se suponía que Fielding realizaría una gira en solitario por todo el país. Fue cancelada para poder concentrarse en escribir la película The Mighty Boosh con Julian Barratt y crear un álbum. Fielding anunció a través de Twitter que estaba demasiado ocupado para realizar la gira. En 2015, le dijo a The Guardian que la película era algo que había hablado de escribir con Barratt. Su álbum fue lanzado en junio de 2016. En 2010 y 2014, participó en la Comedy Gala de Channel 4, un espectáculo benéfico realizado en ayuda del Great Ormond Street Children's Hospital.

### The Mighty Boosh

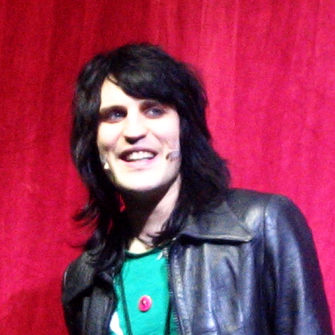
Fielding en 2006

The Mighty Boosh ganó el premio Shockwaves NME Best TV Award tres veces: en 2007, 2008 y 2010.

### Televisión

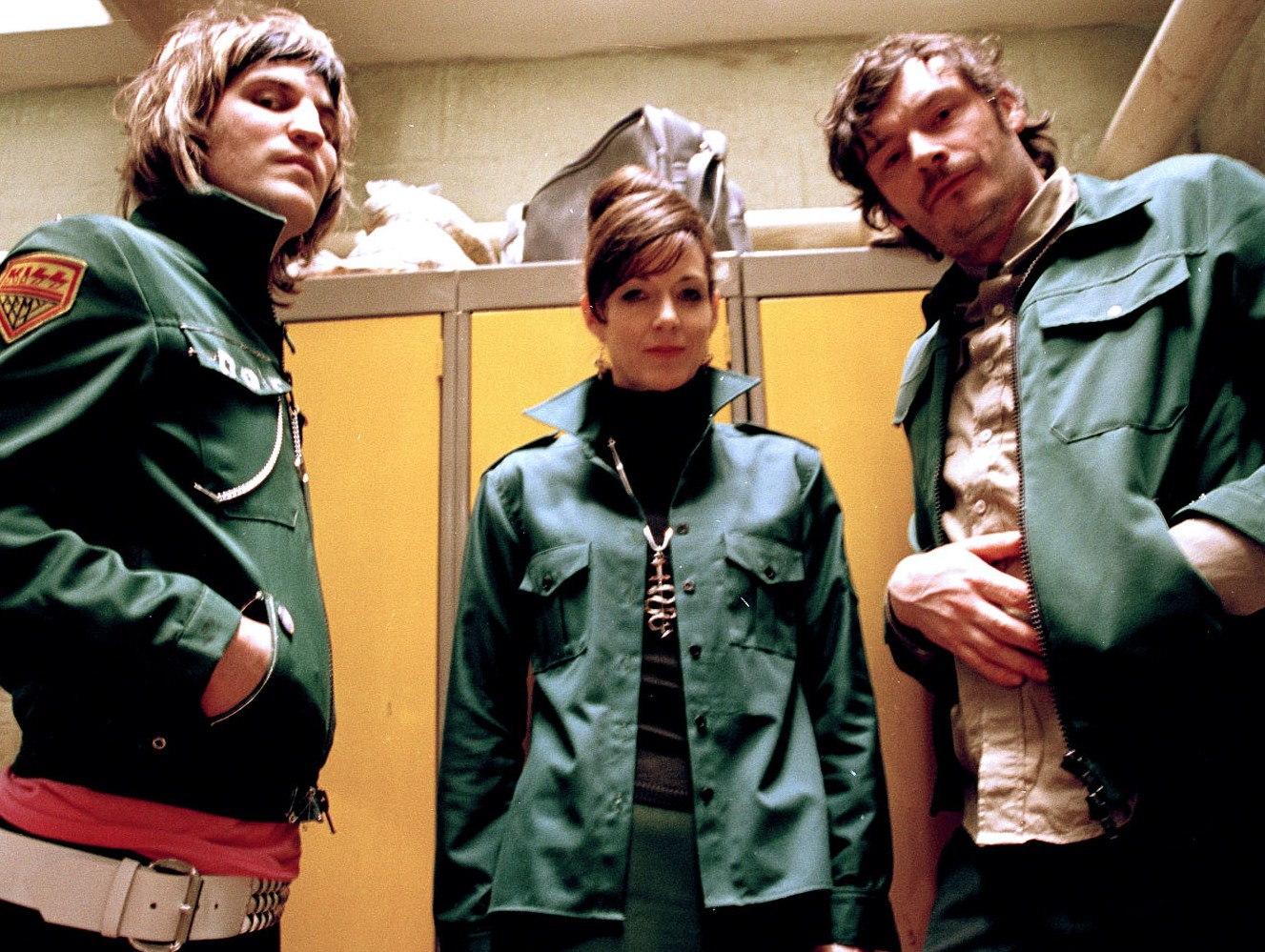
Fielding en el set de la serie de televisión The Mighty Boosh

A petición de Bill Bailey, Fielding actuó como capitán del equipo durante tres episodios durante la serie 21 de Never Mind the Buzzcocks. También logró un récord de puntuación de equipo más alta jamás en el programa. Cuando Bailey regresó, el presentador Simon Amstell hizo varios chistes sobre la partida de Fielding. En 2009, Bailey dejó el programa y Fielding se convirtió en uno de los capitanes habituales del equipo. Según el blog de Neil Gaiman, Fielding estaba programado para aparecer en la película Stardust, pero tuvo que abandonar debido a problemas de salud. También participó dos veces con Russell Brand en 2006 y 2007 en el programa de preguntas anual The Big Fat Quiz of the Year. Participó nuevamente en 2010, 2013, 2017, 2018 y 2019, con Richard Ayoade.
En 2011, participó en la película para televisión de Catherine Tate Laughing at the Noughties, en la que él y otros comediantes británicos discutieron los aspectos más destacados de la comedia de los años noventa.
Fielding produjo su primera serie en solitario para el canal E4 de la cadena Channel 4 en 2011, ya que la emisora invirtió £5 millones adicionales en su presupuesto de comedia luego de la cancelación del reality show Big Brother. Fielding dijo sobre el proyecto, titulado provisionalmente Noel Fielding: Boopus: "Quiero hacer algo con el espíritu de Spike Milligan o el Show de Kenny Everett pero utilizando técnicas modernas. Mezclando comedia filmada con animación. La televisión necesita un loco! Quiero que el programa sea psicodélico y hermoso pero que tenga encanto y personalidad. Si Dalí hiciera un espectáculo, ojalá se vería así." El programa comenzó a transmitirse en enero de 2012, titulado Noel Fielding's Luxury Comedy. La segunda serie del programa, titulada Noel Fielding's Luxury Comedy 2: Tales From Painted Hawaii, se transmitió por primera vez en E4 en 2014.
También en 2011, Fielding interpretó la rutina de baile "Wuthering Heights" de Kate Bush para la Serie 3 de Let's Dance For Comic Relief y llegó a la gran final.
En marzo de 2017 se reveló que Fielding sería copresentador de la próxima serie de The Great British Bake Off junto a Sandi Toksvig.
Fielding apareció como concursante en la Serie 4 del juego de panel de comedia de Dave Taskmaster en 2017, presentado por Greg Davies y Alex Horne: fue el ganador general de la serie.
En enero de 2018, fue panelista de QI junto a Russell Brand y Aisling Bea.
En 2022, Fielding interpretará a Dick Turpin en una próxima serie de comedia de Apple TV+.

### Radio
En noviembre de 2007, Fielding protagonizó cinco episodios del programa House Arrest de Vic Reeves de BBC Radio 2 como un vagabundo local que llama a la puerta de Reeves una vez a la semana para pedir trabajo.

### Música
Fielding ha aparecido en varios vídeos musicales, incluido "Blue Song" de Mint Royale, junto a Julian Barratt, Nick Frost y Michael Smiley. El vídeo fue dirigido por Edgar Wright y sirvió de inspiración para la secuencia inicial de su película Baby Driver (2017). También hizo una breve aparición en el vídeo de "In the Morning" de Razorlight. Apareció en videos musicales de las canciones de Robots in Disguise "Girl" (junto a Chris Corner, quien era, en ese momento, novio de Sue Denim), "The Tears" y "Turn It Up". En 2009, Noel participó en el vídeo de Kasabian "Vlad the Empaler", en el que interpreta al personaje principal, y repitió el papel en el Festival de Glastonbury de 2014.
El vídeo musical fue dirigido por Richard Ayoade. Se hizo referencia a él en "La Fée Verte" de Kasabian, una pista de su álbum Velociraptor! (su amigo Sergio Pizzorno dijo "La línea, 'Me encontré con Dalí en la calle.' Dalí es Noel Fielding. Y él es el Dalí actual"). Fielding también hace una breve aparición como Vlad en el vídeo de otra canción de Kasabian, "Re-Wired", montando una bicicleta de cinco plazas con la banda, y aparece como un paciente en un hospital psiquiátrico en "You're In Love With a Psycho", en el que recrea la rutina del espejo roto de la película Duck Soup de los hermanos Marx con Pizzorno y Tom Meighan. También ha aparecido en el vídeo musical de Kate Bush "Deeper Understanding" como forma de agradecimiento por la actuación de Let's Dance For Comic Relief.
Fielding se asoció con Sergio Pizzorno (Kasabian) para formar la banda 'Loose Tapestries' y lanzó dos álbumes y un sencillo navideño.

### Arte

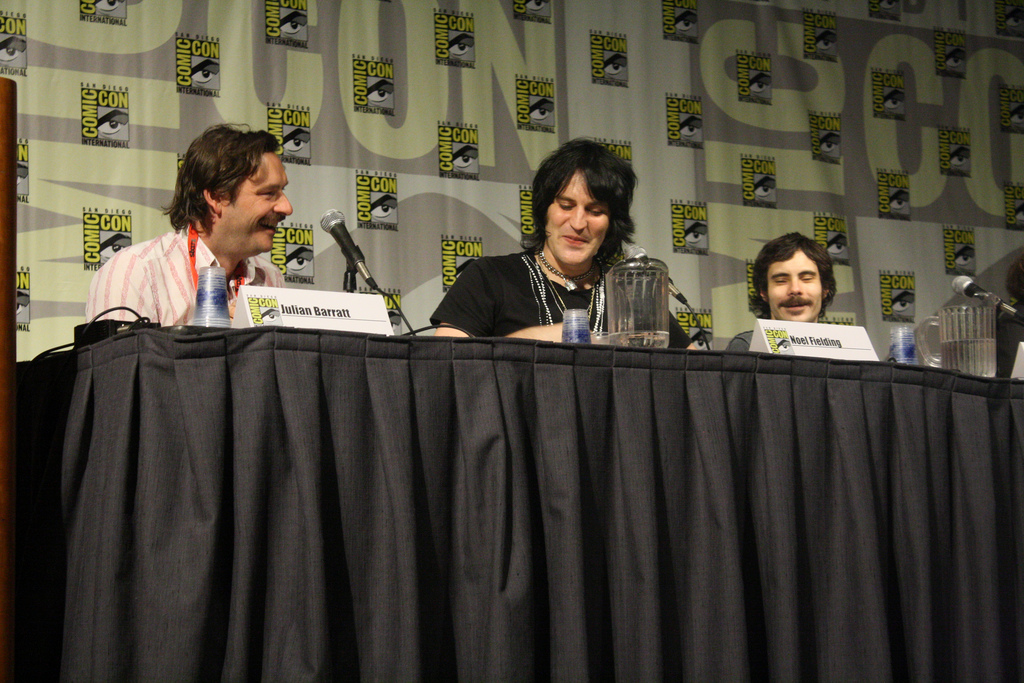
Fielding y sus coprotagonistas de The Mighty Boosh en un panel en Comic Con

Realizó su primera exposición, titulada Psychedelic Dreams of the Jelly Fox, en Maison Bertaux, una pastelería en Greek Street, Soho, a principios de 2008. Allí Fielding enumeró algunas de sus inspiraciones como Henri Rousseau, René Magritte, Willem de Kooning, Roy Lichtenstein y Dexter Dalwood. Ha afirmado que ha estado fuertemente influenciado por las obras de Salvador Dalí. Una segunda exposición titulada Bryan Ferry vs Jelly Fox tuvo lugar en Maison Bertaux, del 5 de julio de 2010 al 5 de enero de 2011.
El 6 de septiembre de 2011, Fielding recibió una maestría honoraria de la Buckinghamshire New University por su continuo interés en el área gráfica y su apoyo a muchas organizaciones artísticas.
En octubre de 2011, Fielding lanzó un libro de arte llamado Scribblings of a Madcap Shambleton, que produjo junto con el miembro del elenco de The Mighty Boosh, Dave Brown. Presenta muchas de sus pinturas, dibujos y fotografías antiguos y nuevos.
La videoinstalación de Fielding de The Jelly Fox se mostró en la Galería Saatchi, y en 2012 creó una pieza única inspirada en The Beatles para Liverpool Love en el Museo de Liverpool. En marzo de 2015, se mostró en el Royal Albert Hall su exposición He Wore Dreams Around Unkind Faces. En enero de 2021, la casa de moda de lujo Fendi presentó una colección con versiones abstractas del logo de la marca, creada por Fielding.

## Vida personal
Fielding estuvo anteriormente en una relación con el vocalista principal de Robots in Disguise, Dee Plume, quien hizo apariciones menores en The Mighty Boosh y en sus adaptaciones en vivo. Comenzó a salir con la DJ de radio Lliana Bird alrededor del 2010. Residen en el área de Highgate de Londres. Su primer hijo, una hija llamada Dali (en honor al artista Salvador Dalí), nació en 2018. La segunda hija de la pareja, Iggy, nació en agosto de 2020.
En 2009, un artículo del Sunday Times reveló que Fielding desarrolló hepatitis inducida por el alcohol durante sus años universitarios; dijo que su amigo y colaborado Nigel Coan lo ayudó en este momento. Esto le obligó a no beber alcohol durante seis meses, lo que le llevó a volverse abstemio durante un par de años. Dijo: "Solía poder divertirme sin nada. Me quedaba despierto hasta las cuatro de la mañana, mientras todos los demás estaban borrachos. Sólo haz un poco de esfuerzo y te acostumbrarás."
Fielding fue nombrado uno de los 50 hombres británicos mejor vestidos por GQ en 2015.

## Filmografía

### Películas
| Año  | Título                            | Papel        | Notas        |
| ---- | --------------------------------- | ------------ | ------------ |
| 1999 | Plunkett y Macleane               | Brothel Gent |              |
| 2001 | Sweet                             | Pete Sweet   | Cortometraje |
| 2009 | Bunny and the Bull                | Javier       |              |
| 2010 | Come on Eileen                    | Rex          |              |
| 2011 | Horrid Henry: The Movie           | Ed Banger    |              |
| 2015 | Aaaaaaaah!                        | Carl         |              |
| 2015 | Set the Thames on Fire            | Dickie       |              |
| 2016 | Brakes                            | Daniel       |              |
| 2016 | The Wonderful World of Death      | Jones        |              |
| 2018 | The Festival                      | Hammerhead   |              |
| 2019 | The Lego Movie 2: The Second Part | Balthazar    | Voz          |

### Televisión
| Año           | Título                                                 | Papel                       | Notas                                       |
| ------------- | ------------------------------------------------------ | --------------------------- | ------------------------------------------- |
| 1997–1998     | Gas                                                    | Él mismo                    | Episodios: Serie 1 (8), Serie 2 (2, 4, 6)   |
| 1998          | Unnatural Acts                                         | Various                     |                                             |
| 1998          | Alexei Sayle's Merry-Go-Round                          | Various                     | Episodio #1.2                               |
| 1999          | Comedy Cafe                                            | Él mismo                    | Episodio #1.7                               |
| 2000          | The Big Schmooze                                       | Él mismo – Arctic Boosh     | Episodio #1.4                               |
| 2002          | Surrealissimo: The Scandalous Success of Salvador Dali | Bauer                       | Película de televisión                      |
| 2002          | Brain Candy                                            | Él mismo                    | Película de televisión                      |
| 2003          | Melbourne International Comedy Festival Gala           | Él mismo                    | Película de televisión                      |
| 2004–2007     | The Mighty Boosh                                       | Vince Noir / Various        |                                             |
| 2004          | The British Comedy Awards 2004                         | Él mismo                    | Especial de televisión                      |
| 2004          | Garth Marenghi's Darkplace                             | Monkey Man                  |                                             |
| 2004          | AD/BC: A Rock Opera                                    | Shepherd                    | Película de televisión                      |
| 2005          | Nathan Barley                                          | Jones                       |                                             |
| 2005          | 28 Acts in 28 Minutes                                  | Él mismo                    | Especial de televisión                      |
| 2005          | Breakfast                                              | Él mismo                    |                                             |
| 2006–2013     | The IT Crowd                                           | Richmond                    |                                             |
| 2006          | The Secret Policeman's Ball                            | Él mismo / Vince Noir       |                                             |
| 2006          | The British Comedy Awards 2006 Live                    | Él mismo                    | Especial de televisión                      |
| 2006          | The Big Fat Quiz of the Year                           | Él mismo                    | Especial de televisión                      |
| 2006–2008     | Friday Night with Jonathan Ross                        | Él mismo                    | 3 episodios                                 |
| 2007          | Dawn French's Boys Who Do Comedy                       | Él mismo                    | Episodios #1, #2, #3                        |
| 2007          | Comic Relief 2007: The Big One                         | Él mismo / Various          | Especial de televisión                      |
| 2007          | Deadline                                               | Él mismo                    | Episodio #1.2                               |
| 2007          | The Big Fat Quiz of the Year                           | Él mismo                    | Especial de televisión                      |
| 2007          | The Charlotte Church Show                              | Él mismo                    | Episodio #2.2                               |
| 2007          | Never Mind the Buzzcocks                               | Él mismo                    | Guest panellist, 3 Episodios                |
| 2008          | Shooting Stars: The Inside Story                       | Él mismo                    | Película de televisión                      |
| 2009–2015     | Never Mind the Buzzcocks                               | Él mismo                    | Equipo Captain                              |
| 2009          | Shockwaves NME Awards 2009                             | Él mismo                    | Especial de televisión                      |
| 2009          | Comic Relief 2009                                      | Él mismo                    | Especial de televisión                      |
| 2009          | Comic-Con '09 Live                                     | Él mismo                    | Película de televisión                      |
| 2009          | Shooting Stars                                         | Él mismo                    | Episodio #6.5                               |
| 2009–2014     | Alan Carr: Chatty Man                                  | Él mismo                    | 2 episodios                                 |
| 2009–2010     | Late Night with Jimmy Fallon                           | Él mismo                    | 2 episodios                                 |
| 2010          | How Not to Live Your Life                              | Marcus                      | Episodio "Don's New Job"                    |
| 2010          | Shockwaves NME Awards 2010                             | Él mismo                    | Especial de televisión                      |
| 2010          | Teenage Cancer Trust Concerts 2010                     | Él mismo                    | Película de televisión                      |
| 2010          | Channel 4's Comedy Gala                                | Él mismo                    | Especial de televisión                      |
| 2010          | Just for Laughs                                        | Él mismo                    | Episodio "Cheech & Chong"                   |
| 2010          | Michael McIntyre's Comedy Roadshow                     | Él mismo                    | Episodio "Bristol"                          |
| 2010          | The Big Fat Quiz of the Year                           | Él mismo                    | Especial de televisión                      |
| 2011          | Let's Dance for Sport Relief                           | Él mismo                    | 2 episodios                                 |
| 2011          | 24 Hour Panel People                                   | Él mismo                    | Episodio #1.5                               |
| 2011          | Dynamo: Magician Impossible                            | Él mismo                    | Episodio "England"                          |
| 2011          | Horrid Henry's Movie Mayhem                            | Él mismo                    | Película de televisión                      |
| 2011          | Catherine Tate: Laughing at the Noughties              | Él mismo                    | Película de televisión                      |
| 2011          | The Rob Brydon Show                                    | Él mismo                    | Episodio #2.8                               |
| 2012          | The Jonathan Ross Show                                 | Él mismo                    | Episodio #2.3                               |
| 2012          | The Secret Policeman's Ball                            | Él mismo                    | Especial de televisión                      |
| 2012–2014     | Noel Fielding's Luxury Comedy                          | Él mismo / Various          |                                             |
| 2012          | Perspectives                                           | Él mismo                    | Episodio "John Sergeant: Sergeant on Spike" |
| 2012          | The Project                                            | Él mismo                    |                                             |
| 2012          | The Big Fat Quiz of the 00s                            | Él mismo                    |                                             |
| 2013          | Doll &amp; Em                                          | Noel                        | Episodio "Six"                              |
| 2013          | Brand X with Russell Brand                             | Él mismo                    | Episodio #2.1                               |
| 2013          | Gadget Man                                             | Él mismo                    | Episodio "Summer Holiday"                   |
| 2013–2018     | QI                                                     | Él mismo                    | 8 episodios                                 |
| 2013          | Staying in with Greg and Russell                       | Él mismo                    |                                             |
| 2013          | The Big Fat Quiz of the Year                           | Él mismo                    | Especial de televisión                      |
| 2014          | Alan Davies: As Yet Untitled                           | Él mismo                    | Episodio "Cupped by a Shammy Hand"          |
| 2014          | The Last Leg                                           | Él mismo                    | Episodio #5.2                               |
| 2015          | The Big Fat Anniversary Quiz                           | Él mismo                    | Especial de televisión                      |
| 2015          | Backchat                                               | Él mismo                    | Episodio #2.2                               |
| 2015          | Live at the Apollo                                     | Él mismo                    | Episodio #11.3                              |
| 2016          | Trailer Park Boys: Out of the Park                     | Lord Pumpwhistle / Él mismo | Episodio "Europe – London"                  |
| 2016          | The Big Fat Quiz of Everything                         | Él mismo                    | Película de televisión                      |
| 2016          | The Tonight Show Starring Jimmy Fallon                 | Él mismo                    |                                             |
| 2016          | The Entire Universe                                    | Einstein                    | Película de televisión                      |
| 2016          | Travel Man                                             | Él mismo                    | Episodio "48 Hours in Copenhagen"           |
| 2016          | Conan                                                  | Él mismo                    |                                             |
| 2016          | Room 101                                               | Él mismo                    |                                             |
| 2016          | The Big Fat Quiz of Everything                         | Él mismo                    | Dos episodios                               |
| 2016          | @midnight                                              | Él mismo                    |                                             |
| 2017          | Taskmaster                                             | Él mismo                    | Serie 4, Champion of Champions (especial)   |
| 2017          | 8 Out of 10 Cats Does Countdown                        | Él mismo                    | Episodio #12.1                              |
| 2017          | The One Show                                           | Él mismo                    |                                             |
| 2017–presente | The Great British Bake Off                             | Copresentador               |                                             |
| 2017          | Upstart Crow                                           | Thomas Morley               | Episodio #2.4 "Food of Love"                |
| 2018          | Urban Myths                                            | Alice Cooper                | Episodio "The Dali and the Cooper"          |
| 2018–presente | (Des)encanto                                           | Stan the Executioner        | Voz                                         |
| 2018          | The Big Fat Quiz of the Year 2018                      | Él mismo                    | Especial de televisión                      |
| 2019          | Twelve Forever                                         | Guy Pleasant                | Voz                                         |
| 2019          | The Big Fat Quiz of the Year 2019                      | Él mismo                    | Especial de televisión                      |
| 2020          | Close Enough                                           | Snail                       | Voz                                         |
| 2021–presente | Never Mind the Buzzcocks                               | Él mismo                    | Equipo Captain                              |

### Videos musicales
| Año  | Artista                      | Canción                        | Notas                           |
| ---- | ---------------------------- | ------------------------------ | ------------------------------- |
| 2000 | Midfield General             | "Midfielding"                  |                                 |
| 2003 | Mint Royale                  | "Blue Song"                    |                                 |
| 2006 | Razorlight                   | "In the Morning"               | 2007 Great British bake off     |
| 2007 | Robots in Disguise           | "Girl"                         |                                 |
| 2008 | Robots in Disguise           | "The Tears"                    |                                 |
| 2009 | Kasabian                     | "Vlad the Impaler"             | Interpreta al personaje titular |
| 2011 | Kate Bush                    | "Deeper Understanding"         | Interpreta a computer junkie    |
| 2011 | Kasabian                     | "Re-Wired"                     | Interpreta a Vlad the Impaler.  |
| 2016 | The Claypool Lennon Delirium | "Bubbles Burst"                |                                 |
| 2017 | Kasabian                     | "You're in Love with a Psycho" |                                 |